# دروونو

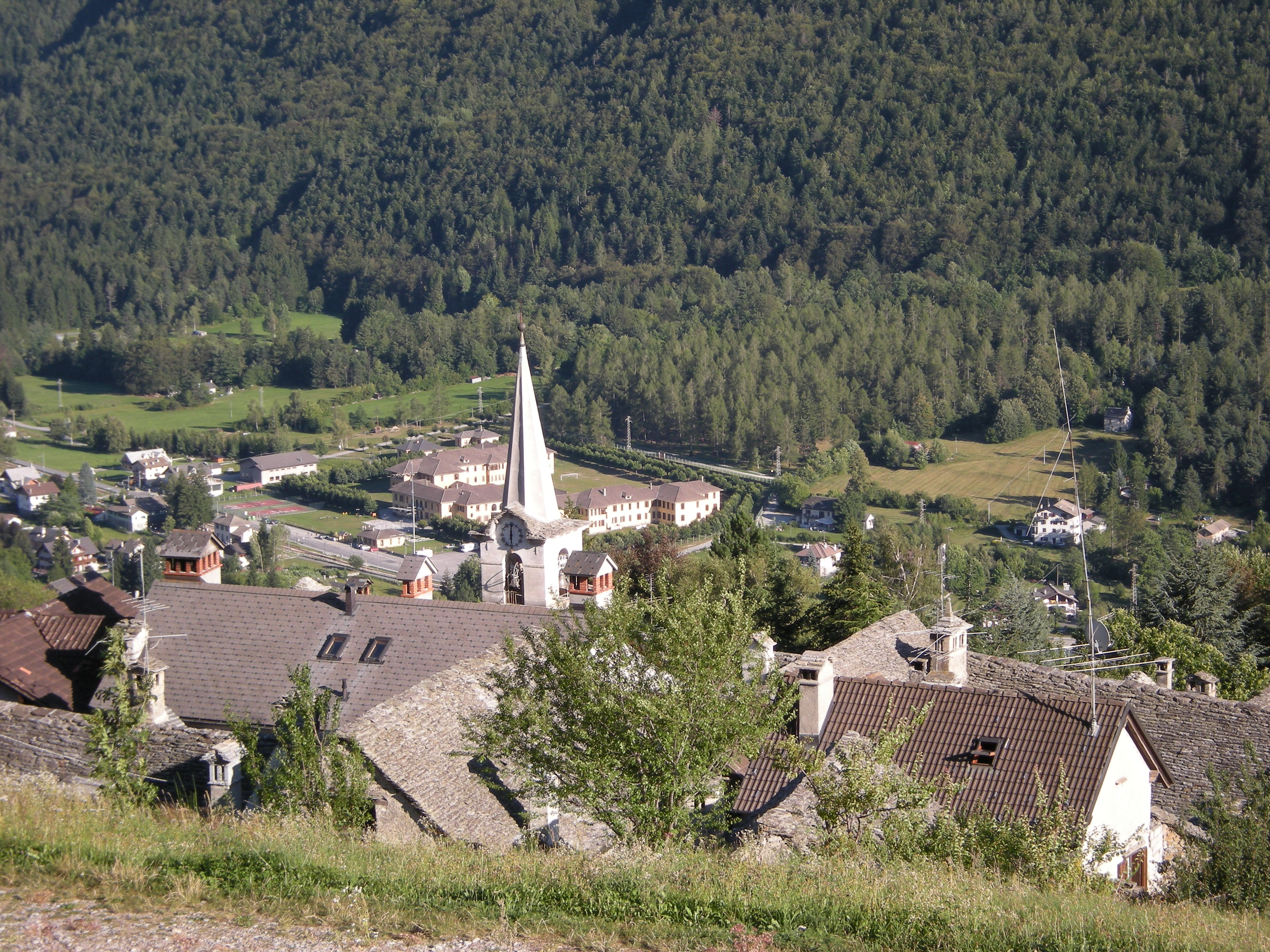
منظر لمدينة ألبوجنو في Druogno

دروونو هي كومونا في مقاطعة فيربانو كوسيو أوسولا في المنطقة الإيطالية بيدمونت ، وتقع على بعد حوالي 130 كيلومتراً (81 ميل) شمال شرق تورين وحوالي 25 كيلومتر (16 ميل) شمال فيربانيا ، وفي 31 ديسمبر 2004، بلغ عدد سكانها ٩٥٥ نسمة ومساحتها تبلغ 29 كيلومتراً.
تحد دروونو البلديات التالية : ماسيرا ، سانتا ماريا ماجوري ،ترونتانو.